# Abbateggio
Abbateggio ist eine italienische Gemeinde in der Provinz Pescara in den Abruzzen mit 357 Einwohnern. Sie ist Mitglied der Vereinigung I borghi più belli d’Italia (Die schönsten Orte Italiens).
Die Gemeinde gliedert sich in die Ortsteile Catalano, Cusano, Di Mezzo, Le Piane, San Martino und Scalelle. Die angrenzenden Gemeinden sind Caramanico Terme, Lettomanoppello, Roccamorice, San Valentino in Abruzzo Citeriore und Scafa. Teile des Gemeindegebiets gehören zum Majella-Nationalpark.